# Katarzyna Kawaová
Katarzyna Kawaová (nepřechýleně Kawa, * 17. listopadu 1992 Krynica-Zdrój) je polská profesionální tenistka. Ve své dosavadní kariéře na okruhu WTA Tour nevyhrála žádný turnaj. Pět deblových trofejí získala v sérii WTA 125. V rámci okruhu ITF získala sedm titulů ve dvouhře a dvacet ve čtyřhře.
Na žebříčku WTA byla ve dvouhře nejvýše klasifikována v listopadu 2020 na 112. místě a ve čtyřhře pak v říjnu 2022 na 64. místě. Trénuje ji Grzegorz Garczyński. Připravuje se v Poznani.
V polském týmu Billie Jean King Cupu debutovala v roce 2016 inowrocławskou baráží 2. světové skupiny proti Tchaj-wanu, v níž s Jansovou-Ignacikovou prohrály závěrečnou čtyřhru. Tchajwanky zvítězily 4:1 na zápasy. Do dubna 2024 v soutěži nastoupila k pěti mezistátním utkáním s bilancí 0–2 ve dvouhře a 2–3 ve čtyřhře.

## Tenisová kariéra

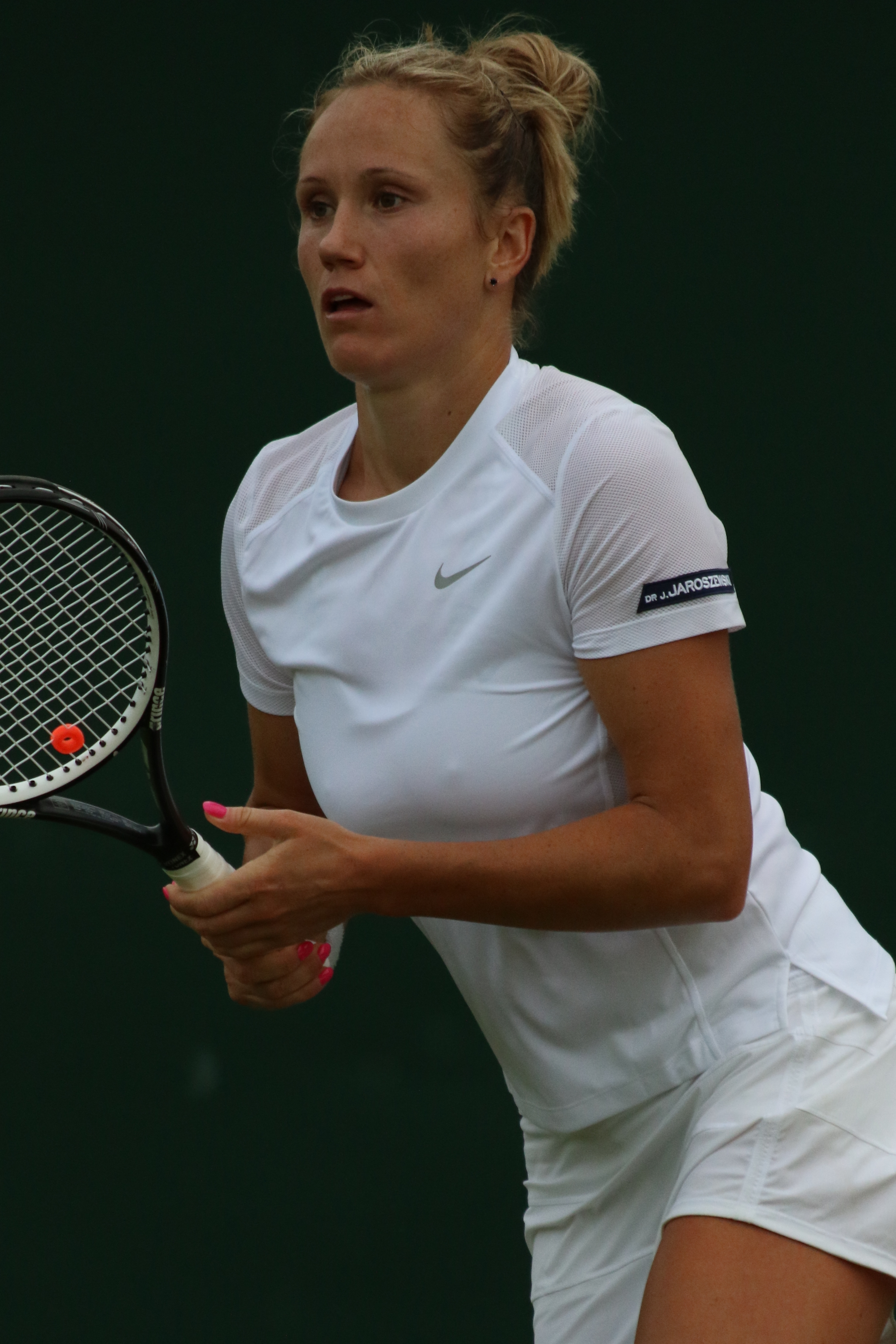
V kvalifikaci Wimbledonu 2019

V rámci hlavních soutěží událostí okruhu ITF debutovala v srpnu 2008, když na turnaj v Kandřínu-Kozlí s dotací 10 tisíc dolarů obdržela divokou kartu. Ve čtvrtfinále podlehla Ivetě Gerlové ze čtvrté světové stovky. Premiérový singlový titul v této úrovni tenisu vybojovala během srpna 2012 v Praze, na turnaji s rozpočtem 25 tisíc dolarů. V závěrečných kolech přehrála Annu Karolínu Schmiedlovou, Terezu Smitkovou a Renatu Voráčovou.
V kvalifikaci okruhu WTA Tour debutovala na říjnovém BGL Luxembourg Open 2013 v Lucemburku. Na úvod ji vyřadila Slovenka Kristina Kučová. Hlavní soutěž si poprvé zahrála ve čtyřhře Katowice Open 2015, do níž s krajankou Magdalenou Fręchovou obdržely divokou kartu. V prvním kole přehrály rumunsko-ruskou dvojici Raluca Olaruová a Věra Zvonarevová. Poté skončily na raketách ukrajinských sester Ljudmyly a Nadiji Kičenokových.
Do semifinále turnaje ze série WTA 125K postoupila na bastadském Swedish Open 2019, kde postupně zdolala Janu Čepelovovou, Ukrajinku Anhelinu Kalininovou a Francouzku Fionu Ferrovou. Mezi poslední čtveřicí hráček ji však zastavila Černohorka Danka Kovinićová, přestože získala první sadu. O dva týdny později, na premiérovém ročníku červencového Baltic Open 2019 v Jūrmale, se probojovala do prvního finále WTA. Do turnaje vstupovala až jako stá devadesátá čtvrtá hráčka žebříčku. Do hlavní soutěže tak musela projít z kvalifikace. Celkem vyhrála šest dvouher v řadě včetně semifinále nad Američankou Bernardou Peraovou. V boji o titul ji porazila lotyšská světová jedenáctka Anastasija Sevastovová po třísetovém průběhu. Po vyhrané úvodní sadě, prolomila soupeřce servis i ve druhé. V jejím závěru ji dělily tři míče od trofeje. Lotyška však krizový okamžik zvládla a průběh utkání otočila. Jednalo se o vůbec první dvouhru Kawaové na okruhu WTA Tour.
Debut v hlavní soutěži nejvyšší grandslamové kategorie zaznamenala po pětiměsíčním koronavirovém přerušení sezóny v ženském singlu US Open 2020. V úvodním kole však nenašla recept na tuniskou turnajovou sedmadvacítku Ons Džabúrovou.

## Finále na okruhu WTA Tour
| Legenda                                      |
| -------------------------------------------- |
| D – dvouhra; Č – čtyřhra                     |
| Grand Slam (0)                               |
| Turnaj mistryň (0)                           |
| Premier Mandatory & Premier 5 / WTA 1000 (0) |
| Premier / WTA 500 (0)                        |
| International / WTA 250 (0–2 D, 0–2 Č)       |

### Dvouhra: 2 (0–2)
| Stav       | č. | datum             | turnaj            | kategorie     | povrch | soupeřka ve finále     | výsledek      |
| ---------- | -- | ----------------- | ----------------- | ------------- | ------ | ---------------------- | ------------- |
| Finalistka | 1. | 28. července 2019 | Jūrmala, Lotyšsko | International | antuka | Anastasija Sevastovová | 6–3, 5–7, 4–6 |
| Finalistka | 2. | 6. dubna 2025     | Bogota, Kolumbie  | WTA 250       | antuka | Camila Osoriová        | 3–6, 3–6      |

### Čtyřhra: 2 (0–2)
| Stav       | č. | datum         | turnaj                | kategorie | povrch | spoluhráčka        | soupeřky ve finále                    | výsledek         |
| ---------- | -- | ------------- | --------------------- | --------- | ------ | ------------------ | ------------------------------------- | ---------------- |
| Finalistka | 1. | červenec 2022 | Varšava, Polsko       | WTA 250   | antuka | Alicja Rosolská    | Anna Danilinová Anna-Lena Friedsamová | 4–6, 7–5, [5–10] |
| Finalistka | 2. | březen 2024   | Austin, Spojené státy | WTA 250   | tvrdý  | Bibiane Schoofsová | Olivia Gadecká Olivia Nichollsová     | 2–6, 4–6         |

## Finále série WTA 125
| Legenda                |
| ---------------------- |
| WTA 125 (0–1 D; 5–2 Č) |

### Dvouhra: 1 (0–1)
| Stav       | č. | datum         | turnaj                  | povrch | soupeřka ve finále | výsledek      |
| ---------- | -- | ------------- | ----------------------- | ------ | ------------------ | ------------- |
| Finalistka | 1. | listopad 2024 | Buenos Aires, Argentina | antuka | Majar Šarífová     | 3–6, 6–4, 4–6 |

### Čtyřhra: 7 (5–2)
| Stav       | č. | datum         | turnaj                      | povrch | spoluhráčka        | soupeřky ve finále                            | výsledek         |
| ---------- | -- | ------------- | --------------------------- | ------ | ------------------ | --------------------------------------------- | ---------------- |
| Vítězka    | 1. | červen 2021   | Bol, Chorvatsko             | antuka | Aliona Bolsovová   | Jekatěrine Gorgodzeová Tereza Mihalíková      | 6–1, 4–6, [10–6] |
| Finalistka | 1. | duben 2022    | Marbella, Španělsko         | antuka | Vivian Heisenová   | Irina Baraová Jekatěrine Gorgodzeová          | 4–6, 6–3, [6–10] |
| Vítězka    | 2. | únor 2023     | Cali, Kolumbie              | antuka | Weronika Falkowská | Kjóka Okamurová Jou Siao-ti                   | 6–1, 5–7, [10–6] |
| Vítězka    | 3. | srpen 2023    | Grodzisk Mazowiecki, Polsko | tvrdý  | Elixane Lechemiová | Naiktha Bainsová Maia Lumsdenová              | 6–3, 6–4         |
| Vítězka    | 4. | září 2023     | Bari, Itálie                | antuka | Anna Sisková       | Valentini Grammatikopoulou Elixane Lechemiová | 6–1, 6–2         |
| Finalistka | 2. | září 2024     | Bukurešť, Rumunsko          | antuka | Aliona Bolsovová   | Carole Monnetová Darja Semeņistajová          | 6–1, 2–6, [7–10] |
| Vítězka    | 5. | listopad 2024 | Buenos Aires, Argentina     | antuka | Maja Chwalińská    | Laura Pigossiová Majar Šarífová               | 6–4, 3–6, [10–7] |

## Finále na okruhu ITF
| Dotace turnajů okruhu ITF | Dotace turnajů okruhu ITF |
| ------------------------- | ------------------------- |
| 100 000 $ tournaments     | 80 000 $ tournaments      |
| 75 000 $ tournaments      | 60 000 $ tournaments      |
| 50 000 $ tournaments      | 25 000 $ tournaments      |
| 15 000 $ tournaments      | 10 000 $ tournaments      |

### Dvouhra: 15 (7–8)
| Stav       | č. | datum         | turnaj                          | povrch      | soupeřka ve finále     | výsledek                |
| ---------- | -- | ------------- | ------------------------------- | ----------- | ---------------------- | ----------------------- |
| Finalistka | 1. | květen 2009   | Varšava, Polsko                 | antuka      | Iveta Gerlová          | 3–6, 5–7                |
| Finalistka | 2. | únor 2010     | Mallorca, Španělsko             | antuka      | Garbiñe Muguruzaová    | 6–3, 2–6, 0–6           |
| Finalistka | 3. | srpen 2010    | Iława, Polsko                   | antuka      | Zuzana Zlochová        | 6–7(2–7), 7–5, 2–6      |
| Finalistka | 4. | květen 2012   | Varšava, Polsko                 | antuka      | Chantal Škamlová       | 3–6, 2–6                |
| Vítězka    | 1. | srpen 2012    | Praha, Česko                    | antuka      | Renata Voráčová        | 6–4, 6–1                |
| Finalistka | 5. | dubenil 2013  | Chiasso, Švýcarsko              | antuka      | Alison Van Uytvancková | 6–7(2–7), 3–6           |
| Vítězka    | 2. | březen 2015   | São José do Rio Preto, Brazílie | antuka      | Nadia Podoroská        | 7–5, 3–6, 6–4           |
| Vítězka    | 3. | duben 2015    | Káhira, Egypt                   | antuka      | Amanda Carrerasová     | 7–5, 6–1                |
| Vítězka    | 4. | říjen 2015    | Makinohara, Japonsko            | tráva       | Riko Sawajanagiová     | 6–7(6–8), 6–2, 7–6(8–6) |
| Vítězka    | 5. | leden 2018    | Šarm aš-Šajch, Egypt            | tvrdý       | Čang Kchaj-lin         | 6–2, 4–6, 6–2           |
| Vítězka    | 6. | červen 2018   | Óbidos, Portugalsko             | antuka      | Dejana Radanovićová    | 4–6, 7–5, 6–3           |
| Finalistka | 6. | říjen 2018    | Óbidos, Portugalsko             | koberec (h) | Tereza Martincová      | 6–7(3–7), 3–6           |
| Vítězka    | 7. | duben 2019    | Jackson, Spojené státy          | antuka      | Ann Liová              | 6–3, 6–2                |
| Finalistka | 7. | listopad 2020 | Charleston, Spojené státy       | antuka      | Majar Šarífová         | 2–6, 3–6                |
| Finalistka | 8. | květen 2022   | Bonita Springs, Spojené státy   | antuka      | Gabriela Leeová        | 1–6, 3–6                |
| Finalistka | 9. | červenec 2023 | Tarvisio, Itálie                | antuka      | Petra Marčinková       | 1–6, 6–4, 2–6           |

### Čtyřhra (20 titulů)
| Č.  | datum         | turnaj                         | povrch      | spoluhráčka           | poražené finalistky                           | výsledek              |
| --- | ------------- | ------------------------------ | ----------- | --------------------- | --------------------------------------------- | --------------------- |
| 1.  | srpen 2009    | Iława, Polsko                  | antuka      | Aleksandra Rosolská   | Veronika Domagałová Anna Niemiecová           | 6–1, 6–3              |
| 2.  | srpen 2010    | Gliwice, Polsko                | antuka      | Justyna Jegiołková    | Olga Brózdová Veronika Domagałová             | 6–2, 7–6(7–4)         |
| 3.  | říjen 2010    | Bol, Chorvatsko                | antuka      | Natalia Kołatová      | Anja Prislanová Eva Wacannová                 | 5–7, 6–4, [10–8]      |
| 4.  | červenec 2011 | Horb, Německo                  | antuka      | Paula Kaniová         | Vaszilisza Bulgakovová Christina Shakovetsová | 1–6, 6–3, [10–2]      |
| 5.  | leden 2013    | Šarm aš-Šajch, Egypt           | tvrdý       | Natalia Kołatová      | Alexandrina Njdenovová Jekatěrina Jašinová    | 6–1, 6–4              |
| 6.  | srpen 2013    | Craiova, Rumunsko              | antuka      | Alice Balducciová     | Diana Buzeanová Christina Shakovetsová        | 3–6, 7–6(7–3), [10–8] |
| 7.  | srpen 2016    | Plzeň, Česko                   | antuka      | Cornelia Listerová    | Ema Burgić Bucková Georgina García Pérezová   | 6–1, 7–6(8–6)         |
| 8.  | září 2016     | Hua Hin, Thajsko               | tvrdý       | Laura Pigossiová      | Kamonwan Buajamová Lee Pei-chi                | 7–5, 6–7(4–7), [10–6] |
| 9.  | květen 2017   | La Marsa, Tunisko              | antuka      | Jasmina Tinjićová     | Dea Herdželašová Tereza Mrdežová              | 7–5, 6–4              |
| 10. | únor 2018     | Šarm aš-Šajch, Egypt           | tvrdý       | Emily Webley-Smithová | Laura-Ioana Andreiová Hélène Scholsenová      | 6–3, 3–6, [10–5]      |
| 11. | březen 2018   | Solarino, Itálie               | koberec (h) | Šalimar Talbiová      | Laura Ashleyová Quinn Gleasonová              | 6–3, 6–4              |
| 12. | červen 2018   | Bella, Polsko                  | antuka      | Maja Chwalińská       | Albina Chabibulinová Hélène Scholsenová       | 6–1, 6–4              |
| 13. | duben 2019    | Jackson, Spojené státy         | antuka      | Katarzyna Piterová    | Hanna Changová Caitlin Whoriskeyová           | 7–5, 6–1              |
| 14. | říjen 2020    | Macon, Spojené státy           | tvrdý       | Magdalena Fręchová    | Francesca Di Lorenzová Jamie Loebová          | 7–5, 6–1              |
| 15. | listopad 2020 | Charleston, Spojené státy      | antuka      | Magdalena Fręchová    | Astra Sharmaová Majar Šarífová                | 4–6, 6–4, [10–2]      |
| 16. | duben 2021    | Záhřeb, Chorvatsko             | antuka      | Barbara Haasová       | Andreea Prisăcariuová Nika Radišićová         | 7–6(7–1), 5–7, [10–6] |
| 17. | říjen 2021    | Rancho Santa Fe, Spojené státy | tvrdý       | Tereza Mihalíková     | Liang En-šuo Rebecca Marinová                 | 6–3, 4–6, [10–6]      |
| 18. | květen 2022   | Charleston, Spojené státy      | antuka      | Aldila Sutjiadiová    | Sophie Changová Angela Kulikovová             | 6–1, 6–4              |
| 19. | říjen 2022    | Rancho Santa Fe, Spojené státy | tvrdý       | Elvina Kalievová      | Giuliana Olmosová Marcela Zacaríasová         | 6–1, 3–6, [10–2]      |
| 20. | červen 2023   | Biarritz, Francie              | antuka      | Weronika Falkowská    | Conny Perrinová Anna Sisková                  | 7–6(2), 7–5           |